# Cristian Molinaro
Pour les articles homonymes, voir Molinaro.
Cristian Molinaro, né le 30 juillet 1983 à Vallo della Lucania, est un footballeur international italien. Il joue principalement arrière latéral gauche mais peut jouer aussi sporadiquement milieu gauche. Il est surnommé Mirtillo, Pendolino ou encore Cristone.

## Carrière en club
Il a commencé à jouer à 5 ans pour à Vallo della Lucania dans la région de la Campanie, avant de partir dans le club majeur de la région : Salernitana où il poursuit sa formation dans les différentes équipes de jeunes.
Lors de la saison 2002-2003, il fait ses débuts en Serie B. Il s'impose progressivement comme un titulaire indiscutable dans le club de la ville de Salerne. Il marque son premier but professionnel lors de la saison 2004-2005 dans un match contre Bari. En 2005, il signe à l'AC Sienne, en copropriété avec le club de la Juventus. Il fait ses débuts en Serie A le 18 septembre 2005 à Sienne face à Palerme. Sa première saison dans l'élite est caractérisé par des hauts et des bas. Sa deuxième saison est bien meilleur et il s'impose définitivement dans l'élite (il joue 36 matchs sur 38).
Le 20 juin 2007, la Juventus le rachète pour une somme de 2,5 millions d'euros. A 24 ans, il gagne sa place de titulaire sur le flanc gauche de la défense dès sa première saison en profitant du passage de Giorgio Chiellini en défense centrale.
Lors de sa deuxième saison à la Juventus, il découvre la Ligue des champions. Le 13 août 2008, il joue le match aller du troisième tour de qualification de la Ligue des Champions, remporté 4-0 contre Artmedia Petržalka. Le 28 novembre 2008, il prolonge son contrat avec la Juventus jusqu'en 2013. Il termine la saison 2008-2009 prématurément en raison d'un hématome péri-rénal.
Avec l'arrivée de l'international italien Fabio Grosso et de l'international uruguayen Martín Cáceres lors du mercato d'été 2009, Cristian Molinaro perd sa place dans l'effectif. Il est alors prêté le 5 janvier 2010 au VfB Stuttgart lors du mercato d'hiver. Le 1er juin 2010, le VfB Stuttgart lève l'option d'achat à la suite de sa bonne demi-saison. Il signe alors pour 4 ans jusqu'en 4 ans. La Juventus annonce qu'elle a reçu 3,9 millions d'euros de la part du club allemand pour lever l'option d'achat. Il réalise ensuite trois bonnes saisons où il joue régulièrement. Mais pour sa dernière saison, il ne joue qu'une seule fois. Le club souhaitant le voir partir, il signe alors au Parme FC et revient ainsi en Italie. Le 16 février 2014, il marque son premier but avec le maillot de Parme(c'est aussi son premier en Serie A).
Le 16 juin 2014, Cristian Molinaro signe au Torino FC pour un an. Il fait ses débuts avec son nouveau club lors du troisième tour de la Ligue Europa 2014-2015 contre Brommapojkarna. Le 25 juin 2015, le Torino prolonge son contrat jusqu'à la fin de la saison.

## Carrière internationale
Cristian Molinaro reçoit sa première convocation internationale le 6 août 2010. Il est appelé par le nouvel entraîneur de l'équipe d'Italie : Cesare Prandelli. Il a fait ses débuts ,le 10 août 2010, face à la Côte d'Ivoire. Il ne connaît ensuite plus de sélections sous le maillot azurri. Il est tout de même rappelé dans le groupe pour les matchs face l'Estonie et les Iles Féroé lors éliminatoires de l'Euro 2012.

## Palmarès
- Juventus
  - Vice-champion d'Italie : 2009